# الذراع (الجميمة)

تعديل مصدري - تعديل

الذراع هي إحدى قرى عزلة خطوه الحمارين بمديرية الجميمة التابعة لمحافظة حجة، بلغ تعداد سكانها 18 نسمة حسب تعداد اليمن لعام 2004.